# Седжвік (льодовик)
69°51′00″ пд. ш. 69°22′00″ зх. д. / 69.85° пд. ш. 69.3667° зх. д.
Льодовик Седжвік — льодовик на східному узбережжі острова Олександра, Антарктида, довжиною 7 морських миль (13 км) і шириною 2 морських миль (3,7 км), який тече на схід від підніжжя гори Стефенсон в протоку Георга VI безпосередньо на північ від Маунт Хакл. Вперше льодовик був обстежений в 1936 році під Райміллом. Повторно обстежено в 1948 р. British Antarctic Survey і названо на честь Адама Седжвіка, англійського геолога і професора геології.

## Інтернет-ресурси
- U.S. Geological Survey Geographic Names Information System: Sedgwick Glacier (englisch)
- Sedgwick Glacier auf geographic.org (englisch)